# Bâtiments du Roi
Sotto l'Ancien Régime, l'amministrazione dei Bâtiments du Roi, dipendente dal département de la Maison du Roi, (dipartimento della Real Casa), è principalmente responsabile dei lavori ordinati dal sovrano, nelle sue residenze di Parigi o dintorni.

## Storia
La sovrintendenza dei fabbricati era stata creata da Enrico IV di Francia e affidata da questi a Massimiliano di Béthune, duca di Sully, per mettere fine ad una situazione anteriore nella quale ogni residenza reale aveva il suo proprio sovrintendente. Questi era assistito da un amministratore e da un controllore generale.
Nel corso del XVII secolo, le competenze del sovrintendente dei Bâtiments du Roi si estesero alle manifatture di arazzi, alle Stamperie reali, al Jardin reale (futuro Jardin des Plantes) e il suo nome fu modificato di conseguenza: nel 1664, Jean-Baptiste Colbert è così sovrintendente alle finanze e ordinatore generale degli edifici, arti, arazzi e manifatture di Francia.
Per l'importanza delle sue mansioni e l'eccezionale personalità di parecchi titolari di funzione, il sovrintendente acquistò un rango quasi equivalente a quello di un ministro. Infatti, il sovrintendente o direttore generale svolge un ruolo che l'avvicina a quello del ministro della cultura. Per gli ordini regi, esercita una influenza considerevole nella vita artistica del suo tempo e nell'evoluzione del gusto.
Nel 1708, il servizio è ridotto al rango di direzione generale. Riprende la sua denominazione di sovrintendenza nel 1716, prima di ricoprire quella di direzione generale nel 1726. A partire da questa data, la funzione cessa di essere una carica per diventare una semplice commissione revocabile ad nutum. Il titolo più comune è direttore e ordinatore generale dei fabbricati, giardini, arti, accademie e manifatture reali.

## Organizzazione
L'amministrazione dei fabbricati impiega da 250 a 300 persone, con un budget che varia dai 14 milioni di livre (unità monetaria francese fino alla Rivoluzione) (1685) a 1,2 milioni (1709).
Il direttore generale è assistito dal Primo architetto del re e dal Primo pittore del re. Fino al 1776, ha ai suoi ordini diversi amministratori generali, ordinatori generali e controllori generali; dopo il 1776, si contano tre amministratori, un architetto ordinario, un ispettore generale e quattro controllori. Degli ufficiali dei Bâtiments sono inoltre assegnati a ogni casa reale.

## Mansioni
Le mansioni dei Bâtiments du Roi comprendono, secondo la dichiarazione regia del 1º settembre 1776:
- la costruzione e la manutenzione delle residenze reali (Palazzo del Louvre, Palazzo delle Tuileries, Castello di Versailles) e delle residenze satellite (castelli di Saint-Germain-en-Laye, Fontainebleau, Compiègne), così come i parchi e i giardini;
- la realizzazione e la manutenzione di opere di interesse generale come la piazza Louis-le-Grand (attuale piazza Vendôme), o l'hôtel des Invalides;
- la gestione del mecenatismo reale, attraverso la tutela di diverse accademie: Accademia reale di pittura e di scultura, Accademia reale d'architettura, Accademia di Francia a Roma e gli alloggi degli artisti, in particolare di quelli del Louvre;
- le manifatture dei Gobelins, della Savonnerie e di Sèvres
- le funzioni di gran-voyer (ufficiale responsabile della costruzione e manutenzione delle vie pubbliche, dei ponti e stabilisce gli allineamenti delle vie) della città di Versailles

## Lista delle case reali che dipendono daiBâtiments du Roi
- Castello di Versailles, Grand Trianon, Petit Trianon e dépendance
- Castello di Marly
- Castello di Fontainebleau
- Castello di Saint-Germain-en-Laye
- Castello di Meudon
- Palazzo del Louvre
- Palazzo delle Tuileries
- Palais-Royal
- Palazzo del Lussemburgo
- Castello di Madrid
- Castello della Muette
- Castello di Vincennes
- Castello di Compiègne
- Castello di Blois
- Castello di Chambord
- Castello di Amboise
- Castello di Choisy
- Castello di Saint-Hubert
- Castello di Bellevue
- Jardin des Plantes
- Maison royale di Saint-Louis a Saint-Cyr-l'École
- Collegio di Francia
- Manifattura dei Gobelins
- Manifattura della Savonnerie

## Lista cronologica dei sovrintendenti o direttori generali deiBâtiments du Roi
Dal 1602 al 1708, poi dal 1716 al 1726, si hanno dei sovrintendenti generali; dal 1708 al 1716 e dal 1726 al 1791, dei direttori generali dei Bâtiments.
1. 1602-1621: Maximilien de Béthune (1560-1641), duca di Sully, contemporaneamente sovrintendente alle finanze
2. 1621: Louis d'Aloigny, barone di Rochefort
3. 1622-1624: Jean de Fourcy de Corbinière
4. 1625-1638: Henri de Fourcy de Corbinière
5. 1638-1645: François Sublet de Noyers
6. 1646-1648: Jules Mazarin (1602-1661)
7. 1648-1656: Étienne Le Camus
8. 1656-1664: Antoine de Ratabon
9. 1664-1683: Jean-Baptiste Colbert (1619-1683), sovrintendente e ordinatore generale dei fabbricati, arti, arazzi e manifatture di Francia, contemporaneamente controllore generale delle finanze e segretario di Stato della Real casa
10. 1683-1691: François Michel Le Tellier de Louvois (1641-1691), sovrintendente e ordinatore generale dei fabbricati, arti, arazzi e manifatture di Francia
11. 1691-1699: Édouard Colbert de Villacerf (1629-1699)
12. 1699-1708: Jules Hardouin-Mansart (1646-1708), contemporaneamente Primo architetto del re
13. 1708-1736: Louis Antoine de Pardaillan de Gondrin (1665-1736), duca d'Antin, direttore generale dei Bâtiments du Roi, Accademie e Manifatture (1708-1718 e 1726-1736) o sovrintendente ai Bâtiments du Roi, Accademie e Manifatture (1718-1726)
14. 1736-1745: Philibert Orry (1689-1747), direttore generale dei Bâtiments du Roi, Accademie e Manifatture, contemporaneamente controllore generale delle finanze
15. 1745-1751: Charles François Paul Le Normant de Tournehem (1684-1751), direttore generale dei Bâtiments du Roi, Accademie e Manifatture
16. 1751-1773: Abel-François Poisson de Vandières (1727-1781), marchese di Marigny, direttore generale dei Bâtiments du Roi, Arti, Giardini e Manifatture
17. 1773-1774: Joseph Marie Terray (1715-1778), contemporaneamente controllore generale delle finanze
18. 1774-1789: Charles Claude Flahaut de La Billarderie (1730-1810), conte d'Angiviller, direttore generale dei Bâtiments du Roi, Arti, Giardini e Manifatture